# Burlai járás
A Burlai járás (oroszul Бурлинский район) Oroszország egyik járása az Altaji határterületen. Székhelye Burla.

A Burlai járás az Altaji határterületen

## Népesség
- 1989-ben 16 419 lakosa volt.
- 2002-ben 15 005 lakosa volt, melyből 9 158 orosz, 2 854 ukrán, 1 542 kazah, 1 157 német, 77 örmény, 48 fehérorosz, 13 litván, 12 koreai stb.
- 2010-ben 12 042 lakosa volt.